# Диарра, Тимоко
Тимоко Диарра (фр. Thiemoko Diarra; род. 19 апреля 2003, Бамако) — малийский футболист, полузащитник клуба «Хапоэль». Участник Олимпийских игр 2024 года.

## Клубная карьера
Воспитанник малийской «Дерби академии». Благодаря умению обращаться с мячом на родине его сравнивали с бразильцем Неймаром. В августе 2021 года 18-летний Диарра присоединился к французскому «Реймсу», однако начал карьеру во второй команде из четвёртого по силе дивизиона, выступающей под руководством Франка Шалансона. Свой первый матч на этом уровне провёл 21 августа 2021 года против «Бове» (2:0). Всего в составе «Реймса II» играл на протяжении двух сезонов, проведя в составе команды 55 матчей и забив 7 голов. Сезон 2023/24 отыграл в стане «Шатору» из третьего дивизиона на правах аренды.
С августа 2024 года — игрок «Хапоэля» из Хайфы.

## Карьера в сборной
Летом 2024 года Алу Бадра Диалло включил Диарра в состав сборной Мали для участия в Олимпийских играх 2024 года в Париже, где игрок сыграл в трёх матчах.